# BLU-82
BLU-82 är en flygbomb som utvecklades under Vietnamkriget för att röja landningsplatser för helikoptrar.

## Design
BLU-82 är i stort sett en tank tillverkad av 6 mm stålplåt med konformad top. I mitten på toppen finns ett uttag för ett meterlångt stålrör som innehåller tändröret. Tanken är fylld med en blandning av ammoniumnitrat och aluminium-pulver som tillsammans bildar en explosiv blandning.
Bomben är för stor för att få plats i bombutrymmet på ett bombflygplan och fälls i stället från lastrampen på ett transportflygplan. Bomben är monterad på en släde som dras ut ur flygplanet av en bromsskärm. När släden har lämnat flygplanet lossnar den och bomben faller fritt stabiliserad av en egen fallskärm.
Bomben utlöses strax innan den når marken tack vare det långa röret i bombens spets.

## Historia
BLU-82 utvecklades under Vietnamkriget under kodnamnet ”Commando Vault”. Syftet var att röja helikopterlandningsplatser i djungeln genom att spränga bort träd och annan växtlighet, men utan att göra en krater i marken. Bomben är tillräckligt kraftig för att skapa en 80 meter stor landningsyta.
Den första provfällningen skedde 23 mars 1970 från en Sikorsky CH-54 Tarhe.
Bombens enorma sprängkraft gjorde den även till ett effektivt psykologiskt vapen varför den snart även började sättas in mot fientlig trupp. Den användes bland annat mot Nordvietnams armé i slaget om Xuan Loc 12 april 1975 och mot Röda khmererna i slaget om Koh Tang i Kambodja 15 maj 1975.
Under Kuwaitkriget släpptes totalt elva BLU-82 i syfte att röja minfält. Under Afghanistankriget användes BLU-82 mot al-Qaidas motståndsnästen i Tora Bora-grottorna. Snart blev emellertid BLU-82 ersatt av den ännu kraftigare bomben GBU-43/B MOAB. Den sista bomben fälldes 15 juli 2008 över ett robotskjutfält i Utah.

## Bilder
| Fällning och detonation av den sista BLU-82:n på ett robotskjutfält i Utah. |  | Fällning och detonation av den sista BLU-82:n på ett robotskjutfält i Utah. |
| Fällning och detonation av den sista BLU-82:n på ett robotskjutfält i Utah. |  |                                                                             |